# Cyrestis misolensis
Cyrestis misolensis är en fjärilsart som beskrevs av Martin 1903. Cyrestis misolensis ingår i släktet Cyrestis och familjen praktfjärilar. Inga underarter finns listade i Catalogue of Life.